# 1001 Albums You Must Hear Before You Die
1001 Albums You Must Hear Before You Die è un libro dedicato alla musica, scritto da Robert Dimery per la prima volta nel 2005 e continuamente aggiornato. Fa parte della serie 1001 Before You Die, che include anche libri dedicati al cinema, alla letteratura e a tantissimi altri settori culturali.

## Le varie edizioni
Le edizioni italiane del libro hanno diversi titoli:
- 1001 album da non perdere, edizione 2006.
- 1001 dischi. I capolavori della musica pop-rock internazionale, edizioni 2008 e 2010.
- 1001 album. I capolavori della musica pop-rock internazionale, edizione 2012.

L'edizione del 2013 include album discografici datati dal 1955 (In the Wee Small Hours di Frank Sinatra) al 2013 (The Next Day di David Bowie).
Ogni album inserito nel libro è accompagnato da un breve giudizio critico e da copertine, informazioni e altro. Sono invece esclusi gli album di colonna sonora e le compilation.

## Generi
I generi più rappresentati nel libro sono il rock ed il pop. Sono comunque inseriti dischi di tutte le altre estrazioni artistiche: world music, R'n'B, blues, musica elettronica, hip hop, country, jazz e anche sottogeneri come punk, heavy metal e alternative rock.

## Artisti
I seguenti sono gli artisti più rappresentati nell'edizione del 2017.
- 9 album: David Bowie, John Lennon, Paul McCartney, Neil Young.
- 8 album: George Harrison.
- 7 album: The Beatles, Bob Dylan.
- 6 album: Morrissey (e the Smiths), Elvis Costello (e the Attractions), the Rolling Stones, Simon and Garfunkel/Paul Simon.
- 5 album: the Byrds, Brian Eno (e David Byrne), Leonard Cohen, Peter Gabriel (e Genesis),  Iggy Pop (e the Stooges), Led Zeppelin, Lou Reed (e the Velvet Underground), Sonic Youth, Bruce Springsteen, Tom Waits, Radiohead, the Who.
- 4 album: Nick Cave and the Bad Seeds, Miles Davis, P.J. Harvey, the Kinks, Metallica, Joni Mitchell, Pink Floyd,  R.E.M., Steely Dan, Talking Heads, U2, Stevie Wonder.
- 3 album: Aerosmith, the Beach Boys, Beastie Boys, Björk, Black Sabbath, Blur, Tim Buckley, Kate Bush, Johnny Cash, Ray Charles, Creedence Clearwater Revival, the Cure, Deep Purple, Dexys Midnight Runners, the Doors, Nick Drake, Echo & the Bunnymen, the Fall, Madonna, Marvin Gaye, the Jimi Hendrix Experience, Michael Jackson, Kraftwerk, Bob Marley and the Wailers, Van Morrison, My Bloody Valentine, Nirvana, Parliament/Funkadelic, Pet Shop Boys, Pixies, Elvis Presley, Prince (and the Revolution), Public Enemy, Queen, Roxy Music, Frank Sinatra, Kanye West, Wilco, Yes, Frank Zappa.

## Edizioni italiane
- Robert Dimery (a cura di), 1001 album da non perdere, Bologna, Atlante s.r.l., 2006, ISBN 978-88-7455-020-3.
- Robert Dimery (a cura di), 1001 dischi. I capolavori della musica pop-rock internazionale, Bologna, Atlante s.r.l., 2008, ISBN 978-88-7455-040-1.
- Robert Dimery (a cura di), 1001 dischi. I capolavori della musica pop-rock internazionale, Bologna, Atlante s.r.l., 2010, ISBN 978-88-7455-063-0.
- Robert Dimery (a cura di), 1001 album. I capolavori della musica pop-rock internazionale, Bologna, Atlante s.r.l., 2012, ISBN 978-88-7455-090-6.